# 314 aC
El 314 aC va ser un any del calendari romà prejulià. A la República i a l'Imperi Romà es coneixia com l'Any del consolat de Visol i Llong (o també any 440 ab urbe condita o de la Fundació de Roma). La denominació «314 aC» per a aquest any s'ha emprat des de l'edat mitjana, quan el calendari Anno Domini va ser el mètode prevalent a Europa per a anomenar els anys.

## Esdeveniments

### Imperi Macedoni. Grècia
- Antígon Monoftalm, que governava la part asiàtica del que havia estat l'imperi d'Alexandre el Gran, s'enfronta a una coalició formada per Seleuc I Nicàtor (governant de Babilònia), Cassandre (rei de Macedònia), Lisímac (governant de Tràcia) i Ptolemeu I Sòter (governant d'Egipte).[2]
- Alexandre Polipercont, fill de Polipercont, regent de Macedònia, ajuda a Cassandre, ataca el port de Cil·lene, a Elis, però Aristodem, Enviat per Antígon Monoftalm, el rebutja amb l'ajuda de la Lliga Etòlia.
- Aristodem marxa cap a Etòlia i la ciutat de Dime a Acaia (en territori d'Alexandre) es revolta, i mata la guarnició de Cassandre. Alexandre va a aquesta ciutat, l'ocupa i castiga els rebels amb execucions, empresonaments i exilis.[3]
- Alexandre Polipercont mor assassinat per Alexion, un ciutadà de Sició. La seva dona Cratesípolis, molt popular entre l'exèrcit, pren el comandament de les tropes.[4]
- Mentre Cassandre lluita per mantenir el control sobre la Grècia central, Antígon Monoftalm promet llibertat a diverses ciutats gregues si es posen del seu bàndol. Els etolis s'alien amb Antígon i s'estableix la Lliga de les Illes.[5]
- Destrucció de la ciutat d'Agrínion durant la guerra entre Antígon i els seus adversaris. La ciutat estava aliada amb els acarnanis, que al seu torn eren aliats de Cassandre, contra els etolis, que donaven suport al seu rival Antígon Monoftalm. Quan marxa Cassandre, els etolis assetgen Agrínion, que no té altra opció que capitular. Van massacrar tota la seva població.[6]
- Independència de Delos, que havia estat fins llavors sota el domini d'Atenes.[7]

### República Romana
- Aquest any són elegits cònsols Marc Peteli Libó Visol i Gai Sulpici Llong.[8]
- Per una traïció, la ciutat de Vèscia, dels ausonis, obre les portes als romans, que passen tots els seus habitants «per l'espasa».[9]
- Els cònsols obtenen una decisiva victòria sobre els samnites prop de Caudium, en el marc de la Segona Guerra Samnita, i tot seguit assetgen Beneventum. Els Fasti diuen que es va honorar amb un triomf únicament a Llong.[10]
- Els dos cònsols assetgen la ciutat de Boviànum sense èxit.[11]
- Davant de la conspiració que esclata a Càpua contra Roma dirigida per Ovi Calavi i el seu germà Novi Calavi, Gai Meni és nomenat dictador per reconduir la situació, i té com a magister equitum a Marc Fosli Flaccinàtor.[12]

### Xina
- Nan Wang esdevé rei de la dinastia Zhou.[13]

## Necrològiques
- Alexandre Polipercont, assassinat a mans d'un ciutadà de Sició. La seva dona Cratesípolis pren el comandament de l'exèrcit.[4]
- Xenòcrates de Calcedònia, filòsof deixeble de Plató.[14]
- Èsquines d'Atenes, orador i polític.[15]